# Londonski memorandum
Londonski memorandum od 5. listopada 1954. godine je međunarodni ugovor sklopljen između vlada Italije, Jugoslavije, Ujedinjenog Kraljevstva i Sjedinjenih Američkih Država, kojim je prestao postojati Slobodni Teritorij Trsta i razriješena Tršćanska kriza, koja je 1953./54.  prijetila izbijanjem rata između Jugoslavije i Italije. 
Socijalistička Republika Slovenija je faktičnom provedbom podjele iz Londonskog memoranduma ostvarila suverenitet nad cijelim današnjim Slovenskim primorjem, a Socijalistička Republika Hrvatska nad područjima sjeverno od rijeke Mirne i južno od slovensko-hrvatske granice na rijeci Dragonji. 
Vlade Ujedinjenog Kraljevstva i Sjedinjenih Američkih Država - čije su vojne snage kontrolirale "Zonu A" su 8. listopada 1953. god. objavile inicijativu za disoluciju STT-a, izričito navevši da namjeravaju "Zonu A" predati Italiji.
Italija je u tome tražila da se i "Zona B" Slobodnog teritorija Trsta - koja je bila po jugoslavenskom vojnom upravom - također preda Italiji.
Naposljetku je dogovoreno da Italija preuzme civilnu upravu nad "Zonom A", a Jugoslavija nad "Zonom B"; Londonskim memorandumom su zajamčena prava stanovnika talijanske i "jugoslavenske etničke grupe" da se koriste svojim jezikom i da imaju škole na svojim jezicima.
Italija nije u svojem parlamentu potvrdila ugovor, zauzevši stajalište da je pitanje granice s Jugoslavijom i dalje otvoreno; dok je u Jugoslaviji dokument ratificiran te se smatralo da granice bivše "Zone B" predstavljaju zapadnu međunarodnu granicu Jugoslavije. Granični spor je naposljetku razriješen sklapanjem Osimskog sporazuma od 10. studenog 1975. god.